# ماوريسيو هيريرا
ماوريسيو هيريرا (24 مايو 1980 بلاك إلسينوري في الولايات المتحدة - ) (بالإنجليزية: Mauricio Herrera)‏ هو ملاكم أمريكي، صنّف ضمن فئة وزن خفيف الوسط ‏ ووزن الويلتر.

## إحصائيات
خاض خلال مسيرته 32 نزالا، فاز في 24 وخسر في 8. فاز بالضربة القاضية في 7 نزالات.

## روابط خارجية
- ماوريسيو هيريرا على موقع بوكس ريك (الإنجليزية) (registration required)